# Krzyki
Krzyki è uno dei cinque quartieri amministrativi della città di Breslavia, in Polonia. Krzyki è situato nel sud della città.